# Adam Silo
Adam Silo (Amsterdam, 25 december 1674 - Amsterdam, 1760) was een Nederlandse kunstschilder die gespecialiseerd was in scènes uit de scheepvaart — vooral oorlogsschepen maar ook handelsschepen en walvisvaarders. Daarnaast schreef hij boeken over kunst en gaf de Russische tsaar Peter de Grote les in het tekenen van schepen. 
Werk van Silo bevindt zich onder meer in  het Amsterdam Museum, het Maritiem Museum Rotterdam, de Hermitage in Sint-Petersburg, het National Maritime Museum in Londen en het Kunsthistorisches Museum in Wenen. In het Hermitage bijvoorbeeld hangt een schilderij uit de jaren 1730 waarop we vlootmanoeuvres op de Zuiderzee zien tijdens het bezoek van tsaar Peter de Grote aan Amsterdam. Het Amsterdams Historisch Museum heeft het enige gedateerde schilderij van Silo in bezit: Het IJ met een vloot walvisvaarders gezien vanaf het bolwerk Blauwhoofd  uit 1729.

## Biografie
Silo werd geboren op eerste kerstdag 1674 en gedoopt op de 30e. Op zijn 21e, toen hij trouwde, werkte Silo als gouddraadtrekker en scheepstimmerman, Hij werkte vervolgens tot zijn 30e als scheepsbouwmeester en kapitein. Rond 1694 leerde hij schilderen van Theodorus van Pee (ca. 1668-1746).
In 1697 gaf hij in Amsterdam les in het tekenen van schepen aan tsaar Peter de Grote. Aantekeningen die de tsaar tijdens deze lessen maakte zijn nog bewaard gebleven. Peter de Grote kocht ook meerdere schilderijen van zijn leermeester.
De veelzijdige Silo maakte niet alleen schilderijen, maar ook prenten en tekeningen, waarop hij ook alleen scheepvaartscènes afbeeldde. Er zijn ruim 20 etsen bekend van Silo. Tevens experimenteerde hij met mezzotint. In zijn latere jaren werkte hij als instrumentenbouwer. Hij maakte onder meer muziekinstrumenten, verrekijkers, vergrootglazen en telescopen. Ook produceerde hij wasmodellen.
Hij schreef verschillende boeken, waaronder Afteekeningen van verscheidene soorten en charters van schepen en andere vaartuigen (1757).
Silo werd meer dan 80 jaar oud. Hij werd begraven op 8 oktober 1760 op het Leidse Kerkhof (waar later de Eerste Openbare Handelsschool aan het Raamplein 1 kwam te staan) in Amsterdam.

## Afbeeldingen

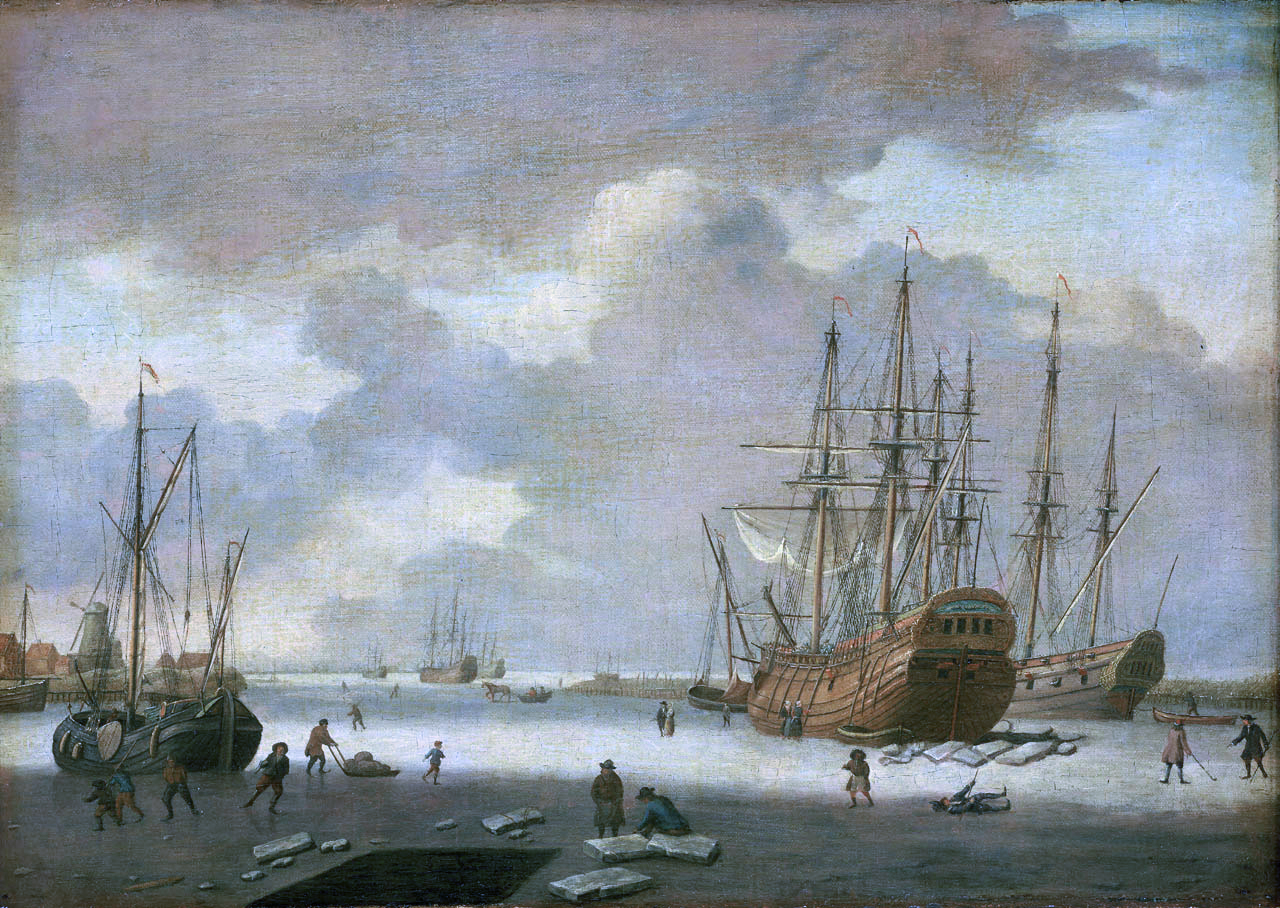
Adam Silo (ca. 1757): Een Nederlandse walvisvanger en andere schepen zitten vast in het ijs Olieverf op doek National Maritime Museum, Londen
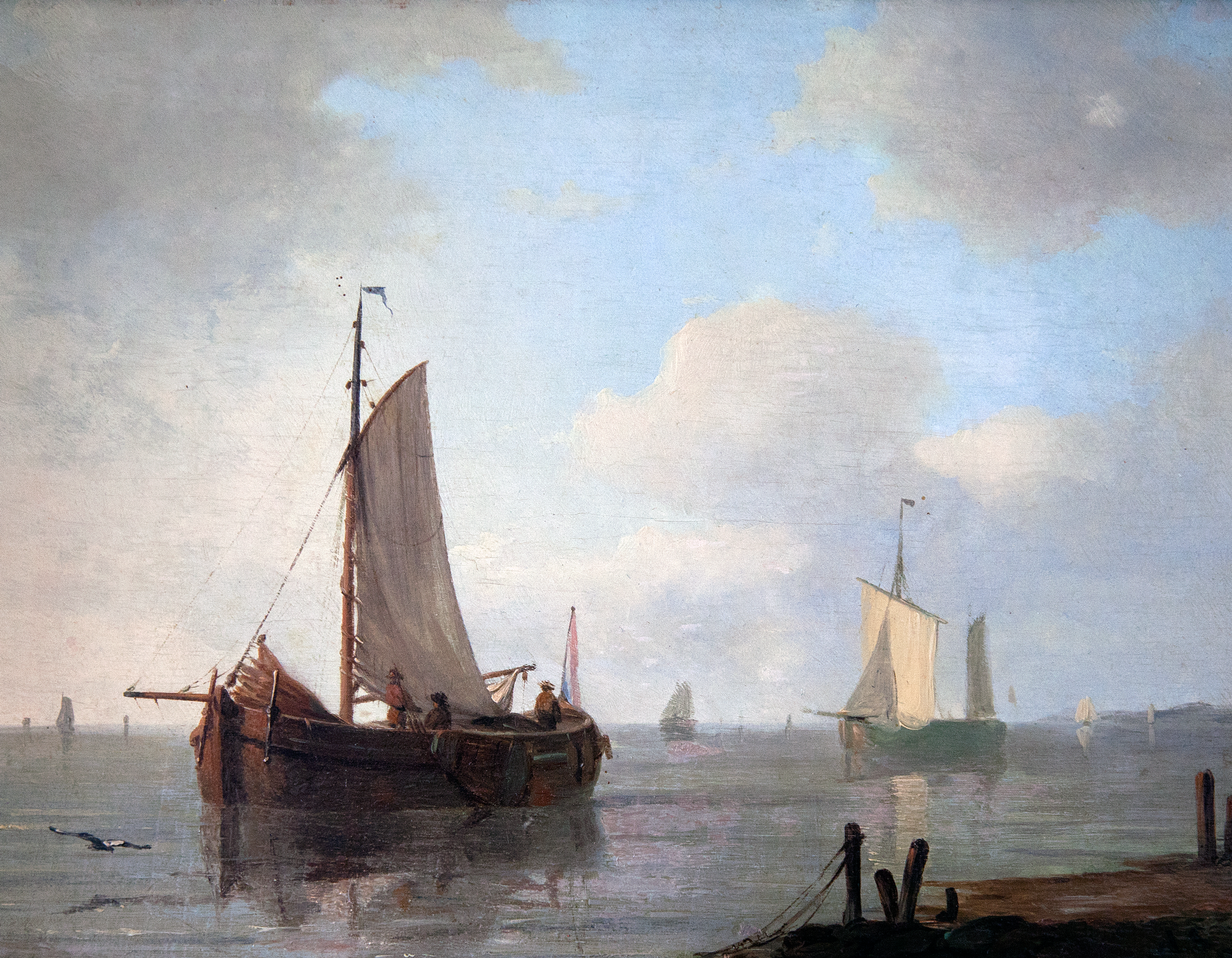
Adam Silo (ca. 1745): Aken bij windstil weer Olieverf op paneel Privécollectie